# Lenartowice (województwo dolnośląskie)
Lenartowice – wieś w Polsce położona w województwie dolnośląskim, w powiecie średzkim, w gminie Miękinia.

## Zabudowa
Wieś folwarczna z zabudową rozlokowaną po obu stronach dwóch dróg wychodzących pod kątem prostym z założenia folwarcznego. Niewielkie obejścia gospodarskie usadowione są na zróżnicowanych działkach.

## Demografia
Wieś liczyła 238 mieszkańców. Obecnie (III 2011 r.) liczba mieszkańców spadła do 234.

## Historia
- 1353 – wieś wzmiankowana jako sołectwo należące do Petera von Dobischa
- 1493 – wieś i folwark Lenartowice kupuje Kasper Popplau, ławnik i rajca z Wrocławia, znany jako autor dwóch ksiąg prawniczych Remissorium, w których porządkował dotychczasowe zwyczaje prawne
- 1516 – po śmierci Kaspera Popplau prawa majątkowe do wsi przechodzą na jego syna
- do 1648 Lenartowice miały kilku właścicieli. Byli to bogaci wrocławscy mieszczanie, Hans Mohrerberger i nieznany z imienia pan Schütz z synami
- 1650 – zniszczony po wojnie trzydziestoletniej majątek kupuje Eliasz Michał Bachstein, sekretarz Krajowego Urzędu Księstwa Wrocławskiego. Bachstein odbudował folwark, zajął się organizacją browarnictwa, opracował projekt przywileju piwnego dla Lenartowic
- 1661 – na wniosek właściciela wsi, Eliasza Michała Bachsteina, dwór cesarski w Wiedniu nadaje Lenartowicom przywilej piwny. Nadawał on wsi wolne prawo warzenia piwa, przygotowywania słodu, budowy browaru i wyszynku piwa
- 1717 – właścicielem wsi jest wrocławski kupiec Marten Mateusz von Koenig, w imieniu którego majątkiem zarządza jego syn Jan Mateusz. Wprowadza on hodowlę owiec merynosów, buduje gorzelnię
- 1845 – według danych ze spisu statystycznego w Lenartowicach są 42 domy mieszkalne, szkoła ewangelicka, dwór, folwark, młyn, gorzelnia i browar. Na folwarku hodowano 900 owiec merynosów i 150 sztuk bydła. Właścicielem dóbr jest Edward Aleksander Roth
- 1927 – spłonął założony w 1661 roku browar Brau Lache
- 1934–1945: Lenartowice należą do rodziny hrabiów von Westarp, po śmierci męża w 1937 majątkiem zarządzała hrabina Ingeborga von Westarp.

## Podział administracyjny
W latach 1975–1998 miejscowość administracyjnie należała do województwa wrocławskiego.

## Historyczne nazwy
- 1353 – Lenarthowitz
- 1367 – Leonhartowicz
- 1786 – Leonhardwitz

## Rolnictwo i hodowla
Na ciężkich glebach nadodrzańskich uprawiano żyto i ziemniaki, hodowano bydło rasy nizinnej czarno-białej oraz ciężkie, ciepłokrwiste konie oraz drób.

## Miejscowość

### Układ przestrzenny
Ulicówka przebiegająca na osi wschód-zachód, z fragmentami dawnego założenia folwarku, usytuowanego w północnej części wsi z parkiem przylegającym od północy.

### Charakter zabudowy
Zabudowa wsi pochodzi w całości z okresu międzywojennego, z okresu intensywnego rozwoju wsi. Domy mieszkalne posadowione na typowych działkach osadniczych rozłożonych po obu stronach drogi.

## Sport
We wsi znajduje się klub sportowy piłki nożnej LZS Błyskawica Lenartowice (stadion o wymiarach: 110 × 45 m; pojemność: 200 miejsc), drużyna w klasie A, grupa Wrocław I. Największym osiągnięciem drużyny jest zajęcie 5-krotnie 4. lokaty w sezonach: 2007/2008, 2010/2011, 2011/2012, 2012/2013 i 2013/2014.

## Zabytki
Zabytki architektury i budownictwa we wsi:
- Cmentarz poewangelicki na południe od wsi, 2 połowa XIX w.
- Zespół pałacowy:
  - Pałac, XIX w.
  - Park pałacowy, XIX w.
- Budynek mieszkalno-gospodarczy nr 5, początek XX w.
- Budynek mieszkalno-gospodarczy nr 6, początek XX w.